# Heterostemma grandiflorum
Heterostemma grandiflorum är en oleanderväxtart som beskrevs av Julien Noël Costantin. Heterostemma grandiflorum ingår i släktet Heterostemma och familjen oleanderväxter. Inga underarter finns listade i Catalogue of Life.